# Angelo Amato
Angelo Amato SDB (ur. 8 czerwca 1938 w Molfecie, zm. 31 grudnia 2024 w Rzymie) – włoski duchowny rzymskokatolicki, salezjanin, doktor nauk teologicznych, arcybiskup, sekretarz Kongregacji Nauki Wiary w latach 2003–2008, prefekt Kongregacji Spraw Kanonizacyjnych w latach 2008–2018, kardynał od 2010 (najpierw w stopniu diakona, w 2021 promowany do stopnia prezbitera).

## Życiorys
Wstąpiwszy do zgromadzenia salezjanów, po nowicjacie uczęszczał do liceum salezjańskiego w Katanii. Następnie studiował filozofię i teologię w Rzymie. Święcenia kapłańskie przyjął 22 grudnia 1967. Studiował na Papieskim Uniwersytecie Salezjańskim, a od 1968 na Papieskim Uniwersytecie Gregoriańskim. Jego specjalizacja to chrystologia. W 1972 zaczął wykładać na Uniwersytecie Salezjańskim jako adiunkt. W 1974 obronił doktorat na temat wypowiedzi trydenckich dotyczących konieczności spowiedzi sakramentalnej w kanonach 6-9 XIV Sesji. Promotorem był jezuita Zoltan Alszeghy. W latach 1978–1979 był stypendystą Patriarchatu Ekumenicznego w Konstantynopolu i w Salonikach i przebywał w prawosławnym klasztorze Moni Vlatadon, siedzibie renomowanego Patriarchalnego Instytutu Studiów Patrystycznych. Równocześnie studiował na Uniwersytecie w Salonikach. W 1988 spędził rok w Washington D. C. w USA, gdzie zaczął studiować teologię religii. Był wykładowcą dogmatyki na Uniwersytecie Salezjańskim w Rzymie i przez 12 lat (1981–1987 oraz 1993–1997) dziekanem Wydziału Teologicznego. W 1991 był prorektorem, a w latach 1997–2000 wicerektorem tej uczelni. Był konsultorem Kongregacji Nauki Wiary i Papieskiej Rady Popierania Jedności Chrześcijan, a także Kongregacji ds. Biskupów. Był współautorem deklaracji Dominus Iesus.
19 grudnia 2002 został wybrany biskupem tytularnym Sili i sekretarzem Kongregacji Nauki Wiary, gdzie pracował pod kierunkiem najpierw Josepha Ratzingera, późniejszego papieża Benedykta XVI, a następnie kard. Williama Josepha Levady. Został konsekrowany na biskupa 6 stycznia 2003 przez papieża Jana Pawła II. Współkonsekratorami byli abp Leonardo Sandri i abp Antonio Maria Vegliò. 9 lipca 2008 został mianowany przez Benedykta XVI prefektem Kongregacji Spraw Kanonizacyjnych.
Przewodniczył następującym beatyfikacjom Polaków w imieniu papieża:
- 28 września 2008 przewodniczył w Białymstoku beatyfikacji ks. Michała Sopoćki[5];
- 6 czerwca 2010 przewodniczył w Warszawie beatyfikacji ks. Jerzego Popiełuszki[6];
- 9 czerwca 2013 przewodniczył beatyfikacji Zofii Czeskiej i matki Małgorzaty Łucji Szewczyk w Sanktuarium Bożego Miłosierdzia w Krakowie-Łagiewnikach[7];
- 28 kwietnia 2018 przewodniczył beatyfikacji Hanny Chrzanowskiej[8].

20 października 2010 papież ogłosił jego nominację kardynalską, zaś 20 listopada został oficjalnie uznany za kardynała. 3 maja 2021 podniesiony przez papieża Franciszka do rangi kardynała prezbitera z zachowaniem tytułu na zasadzie pro hac vice.
Brał udział w konklawe 2013, które wybrało papieża Franciszka. 8 czerwca 2018 roku skończył 80 lat i stracił prawo do udziału w konklawe.
W grudniu 2013, w związku z ukończeniem w czerwcu 75 lat, papież Franciszek zlecił mu dalsze sprawowanie urzędu prefekta Kongregacji do Spraw Kanonizacyjnych, czyli do 1 września 2018, kiedy to urząd ten przejął mianowany w dniu 26 maja 2018 dotychczasowy delegat specjalny przy Zakonie Maltańskim kard. Giovanni Angelo Becciu.

## Myśl teologiczna
Amato zajmuje się głównie zagadnieniami chrystologicznymi, choć nie brak wśród jego pism również przyczynków z zakresu mariologii i eklezjologii. Według niego prawdziwym traktatem chrystologicznym jest sam Jezus, misterium Jego dzieła zbawczego. To wskazuje na konieczność podejścia z wielką pokorą do podejmowanych zagadnień. Nie mogą się więc one stać przedmiotem widzianym z zewnątrz, opisywanym przez zdystansowanego doń badacza, ale mają być odczytywane sercem. Chodzi mu o odmitologizowanie postrzegania Boga, postaci Jezusa Chrystusa, a jednocześnie demitologizacji chrystologii jako takiej.
Chrystologia ta nie jest efektem czysto akademickich rozważań, tzn. oglądem z zewnątrz dokonywanym przez kogoś niezaangażowanego, ale raczej jest skutkiem interakcji zachodzącej między samym Jezusem a słuchającym Jego słów. Chrystologia więc jest w pierwszym rzędzie tworzona przez samego Jezusa. W refleksji chrystologicznej, jako zaangażowaniu się człowieka wierzącego w interpretację i próbę zgłębienia tajemnicy Zbawiciela, pierwszym z istotnych faktów jest Wcielenie. To właśnie jemu Amato rezerwuje kluczowe miejsce w swojej chrystologii.
Chrystologia ta jest próbą dialogu z powspółczesnością poprzez analizę źródeł i wielowiekowej refleksji nad zagadnieniami chrystologicznymi. W dziele Amato jest pewien schemat, wokół którego skupia się rozumowanie. Jego refleksja dotycząca Chrystusa rozpoczyna się od spojrzenia na Jezusa z zewnątrz, czyli od tego w jaki sposób odczytywana była i jest Jego postać poza chrześcijaństwem i w kulturze współczesnej, poprzez spojrzenie „od środka”, czyli określoną wizję teologiczną Chrystusa, aż do wskazania Jego uniwersalizmu zbawczego.

## Publikacje
- Gesù il Signore. Saggio di cristologia, Bologna, Edizioni Dehoniane 1994.
- Il Vangelo del Padre, Roma, Dehoniane 1992.
- Amato Angelo – dal Covolo Enrico – Triacca Achille M. (Edd.), La catechesi al traguardo, Roma, LAS 1997.
- Amato Angelo – Maffei Giuseppe (Edd.), Super fundamentum Apostolorum. Studi in onore di S. Em. il Cardinale A.M. Javierre Ortas, Roma, LAS 1997.